# ローヒニー西駅
ローヒニー西駅（ローヒニーにしえき、英語: Rohini West、ヒンディー語: रोहिणी पश्चिम）は、インドデリーにあるデリー・メトロレッドラインの駅である。